# Richard Nielsen
Richard Nielsen (Houston, Texas – 3 juli 2016) is een amateuronderzoeker op het gebied van taalkunde en runologie. Hij groeide op in een Deens sprekend gezin in Californië. Aan de Technische Universiteit van Denemarken behaalde hij een doctoraat in materiaalkunde. Hij ontwikkelde een intense belangstelling voor de Kensington Runesteen (KRS) terwijl hij in Scandinavië werkt als raadgevend ingenieur.
Toen Nielsen in 1985 terugkeerde naar de Verenigde Staten, richtte hij zijn belangstelling op de Scandinavische runen, woorden en dialecten van de KRS-inscriptie. Hij heeft verscheidene artikelen over de runestenen gepubliceerd in wetenschappelijke tijdschriften. 
Samen met geoloog F. Scott Wolter uit Minnesota onderzocht hij het KRS oppervlak en rune-inscriptie uitgebreid met een elektronenmicroscoop. In 2004 reisden Nielsen en Wolter met de KRS naar het historisch museum in Stockholm, Zweden. Nielsen en Wolter zijn co-auteur van The Kensington Runestone: Compelling New Evidence.